# 조비
위 고조 문황제 조비(魏 高祖 文皇帝 曹丕, 187년~226년 6월 29일(음력 5월 17일))는 조위를 건국한 초대 황제로, 자는 자환(子桓)이다. 무제와 무선황후의 아들로, 무제가 다진 기반을 이어받고 후한 헌제의 선양을 받아 후한을 멸망시키고 조위를 건국하였다.
배잠(裴潛)은 조비는 조식과 함께 시재가 뛰어난 삼조(三曹)라 불렸고 지략과 지모가 아비 조조에 미치지 못하나 간교함은 버금간다고 하였다. 그리고 주변에 책사들이 많아 훗날 조조의 후계자가 될 수 있었다고 평했다.

## 생애
조비는 조조와 원래 측실이었던 황후 변씨 사이에 출생한 서자였다. 태어날 때 하늘에 푸른 뭉게구름이 피어올라 후광처럼 머리 위를 감쌌다고 한다. 또한, 본인의 저서인 《전론》(典論)에 따르면, 어릴 때부터 조조의 영재교육을 받고, 6살 때 궁술을 마쳐 좌우 어느 쪽으로도 자유자재로 쏠 줄 알았으며, 8살 때는 말에 올라탄 채 활을 쏠 수 있었다. 검술도 좋아해 여러 스승을 사사하고 모든 검법에 숙달했고, 문학적 소양도 뛰어나 이미 8살에 붓을 들면 그대로 훌륭한 문장이 되고, 고금의 경서와 그 주석, 제자백가 등에 완전히 통달하여 읽지 않은 것이 없었다고 한다. 다만 이것은 객관적인 내용이 아니라 자신의 저서에 나오는 내용일 뿐임을 고려해야 한다.
조조에게는 25명의 아들이 있었다. 측실 유씨 부인이 낳았으나 본래 정실인 정씨 부인의 양자로 들어가 적자(嫡子)로 입적된 장남 조앙은 197년(건안 2년)에 장수(張繡)와의 전투에서 전사했으며, 역시 적자로 입적된 차남 조삭은 조앙이 죽기 전에 병으로 사망하였다. 그 후 변씨 부인이 정실이 되었으므로 조비의 후계 지위는 굳건해 보였다. 그러나 환씨 부인 사이에 태어난 조충(曹沖)이 어릴 때부터 총명하여 조조는 그를 매우 예뻐하였다. 그러나 조충은 208년에 13살의 어린 나이로 병사하고 말았다. 조충이 죽자 조조는 다른 아들들에게 "조충이 죽은 것은 나에게는 불행이지만 너희들에게는 행운이다."라고 말했다. 이 때문에 조조가 조충을 후계자로 생각하고 있었다고 해석하기도 하지만 동진의 역사가 손성은 이에 대해 조충은 어차피 서자라 살아있었더라도 후계자가 되기 힘들었기에 조조가 말을 가볍게 한 것이라고 평했다.
204년 아버지의 큰 경쟁 상대였던 원소(袁紹)의 세력을 공격하는 데 종군한다. 거기서 원소의 둘째 아들 원희(袁熙)의 아내인 견씨를 약탈하여 처로 삼았고, 견씨는 이듬해 조예(曹叡)를 낳는다. 211년 조비는 오관중랑장 겸 부승상으로 오르지만, 조조는 다섯째 아들 조식(曹植)의 재능을 아꼈으므로 아직도 후계자가 결정되지 못한다. 하지만 조식이 술로 말미암아 조조의 노여움을 사고 총애를 잃자, 마침내 217년 그의 나이 31살 때 조조가 위왕 작위를 받게 되자, 왕세자로 책봉되었다.
조비는 행동이 가볍고 감정 표현을 자제하지 못하는 면도 있었다. 《자치통감》에 따르면 세자로 낙점되자 너무나 기쁜 나머지 옆에 있던 신비의 목을 끌어안고 기뻐했다고 한다. 신비가 집에 돌아가 총명하기로 유명한 딸 신헌영에게 이 일을 말해주니, 그녀는 왕이 되어 국사를 짊어진다는 게 고된 일인데도 그렇게 기뻐하는 것을 보니 위의 앞날이 오래갈지 걱정된다고 한탄했다고 한다. 실제로 위나라는 오래가지 못하고 멸망하였다.

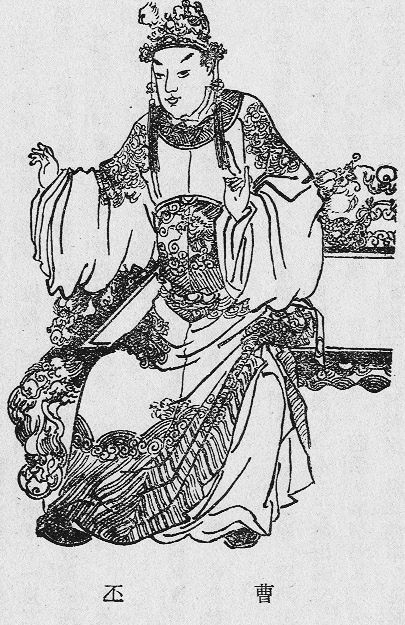
조비

조비는 220년 정월 조조의 죽음으로 위왕 작위를 이어받았고, 조조의 지위를 승계한 그 해에, 결국 조비는 헌제에게 선양을 받아 황제에 오르면서 후한 왕조를 무너뜨리고 조위를 건국한다. 그리고 수도를 허창에서 낙양으로 옮긴다. 《삼국지연의》에서는 조비가 헌제를 협박하여 제위를 넘겨받는 것으로 묘사하고 있지만, 정사 《삼국지》에서는 그런 묘사는 나오지 않고 있다. 하지만 헌제(민제)가 스스로 양위를 주도한 게 아니라 조비가 선양이라는 평화로운 형식적 절차를 통해 한나라 4백년 사직을 찬탈했다고 여겨지고 있다. 이리하여 조비는 황제로 즉위하면서 위나라를 건국하고, 헌제는 산양공에 봉해져 하내군 산양현 1만 호를 받았으나, 한때는 주살되었다는 소문도 널리 퍼졌는데, 이 소문을 들은 유비(劉備)는 황제로 즉위하여 촉한을 건국하는 명분으로 삼았다. 실제로 헌제는 주살되지 않았고 이후 조예 대에 죽고 시호도 추증받는다.
황제에 즉위하면서 후한을 멸망시키고 위나라를 건국한 조비는 이후 내치에 힘쓴다. 제도의 확립과 민심의 안정 그리고 유학의 부흥에 힘쓰는 등의 면모를 보여주었다. 제도적인 면에선 행정 구역을 재확립하고 구품관인법을 실행한다. 구휼책이나 사면령을 종종 내려 민심의 이반을 제지하고자 하고 일부 지역 한정으로 세금 면제책도 시행하기도 했다. 다만 이러한 구휼책들은 시대와 왕조를 막론하고 어느 때나 존재했던 제도로 조비만이 시행한 제도도 아닐뿐더러 현대적인 복지제도와는 거리가 멀다.
유가 부흥책의 경우 사회의 안정과 전통적인 향촌 질서를 부활시키고자 한 정책이었다. 유학의 부흥을 위하여 공자의 묘당을 다시 세우고 주변에 그를 관리하게 하는 한편 제사 규칙을 정하고, 더 나아가 장례 제도를 개선한다. 그뿐만 아니라 유교 경전 저술에도 힘썼기 때문에 조비의 유가진흥에 기울인 이런 노력은 그 의미가 크다고 할 수 있다. 하지만 이런 유가 부흥책으로 도덕성의 향상을 기치로 삼았음에도 스스로는 이와 반하는 패륜적 행위를 거듭 자행했기 때문에 결과적으로 지도 계급의 도덕성 향상에는 아무런 영향을 미치지 못했다. 또한, 구품관인법의 제정은 사대부 계층의 문벌 귀족화를 초래해 수많은 폐단을 낳았다. 그뿐만 아니라 이때 문벌귀족화된 사대부 계층들이 이후 고평릉의 변으로 위나라의 정권을 찬탈하게 된다.
한편 조비 시대에는 법률의 가혹함으로 백성들의 원성이 컸다고 한다. 백성들을 계속 이주시켜 그들 사이에서는 불만이 있었다. 농민들을 강제 이주시키는 것은 예사였으며 척박한 자신의 고향을 백성들을 이주시켜 강제로 개간하려 하자 노육은 이를 반대했다. 그러자 조비는 그 의견에는 따랐지만 노육을 원망하여 좌천시킨다. 또 백성의 딸이나 심지어는 유부녀까지 빼앗아서 병사들의 아내로 주기도 했다. 이것은 원래 조조 때부터 있었던 제도이지만 조비 대에는 일반 여성을 강제로 다른 남자에게 결혼시키는 지방 관리들이 많아 백성들의 울음이 그치지 않았다고 한다. 이처럼 민심을 잃었기 때문에 위가 망한 이후 육조 시대 때 이미 각종 야사나 민담에는 조비를 비판하는 내용이 범람하게 된다.
군사적으로는 이릉대전을 앞두고 위와 촉의 협공을 우려한 손권(孫權)이 거짓으로 순종의 뜻을 밝히며 항복해오자 그 항복을 받아들인다. 유엽은 손권의 속마음을 알고 항복을 받아주는 대신 촉과 함께 오를 먼저 정벌할 것을 건의했지만 조비는 받아들이지 않고 손권을 오히려 오왕으로 책봉한다. 손권을 오왕으로 책봉하면 오의 단결력이 커질 것을 우려한 유엽이 이도 반대했지만 조비는 듣지 않았다. 이릉대전에 승리하자 유엽의 예상대로 손권은 즉시 태도를 바꾸어 태자를 인질로 바치기를 거절하였다. 분노한 조비는 신하들의 반대에도 불구하고 대군을 동원해 매년 손권을 공격하지만 아무런 성과도 내지 못하고 국력만 낭비하였고 이는 난세를 연장하는 결과를 낳았다. 또 이로 인해 오나라를 적으로 돌렸으며 이릉대전에서 대패한 촉나라는 편하게 국력을 회복하여 조비의 뒤를 이는 조예 대에는 촉의 제갈량이 북벌을 하게 된다. 조예는 재위기간 내내 양 국가의 협공을 막아내야 했다. 조비의 군재는 아버지인 조조나 동생인 조창과는 달리 그리 대단한 수준은 아니었는데 이릉대전 당시에 조비는 스스로 유비가 병법을 모른다고 비판했음에도 불구하고 정작 그 자신이 오나라를 침공했을 때 서성이 급하게 만든 가짜성에 속아 후퇴했을 정도였다.
226년(황초 7년), 평소 주색에 빠져있던 것이 원인이 되어 병을 얻은 조비는 병세가 위독해지자 아들 조예를 황태자로 책봉한 후 조진(曹眞)과 조휴(曹休), 사마의(司馬懿), 진군(陳羣)에게 후사를 부탁하고 사망하였다. 그가 제위에 올라 위나라를 건국한 지 6년, 나이 40살 때의 일이었다. 조예는 조비가 사사로운 이유로 피해를 준 모든 사람을 찾아내어 사면, 복권했다.

## 조비의 비인간성
조비는 여러모로 인간성에 문제가 많았다. 조비는 자신을 지지하는 사람에 대해서는 논공행상을 폈지만, 과거에 사사로운 원한이 있는 자는 육친이라도 용서하지 않았다. 후계 경쟁의 쟁탈자였던 조식의 측근들은 조비가 위왕 작위를 받은 직후 삼족이 몰살되었으며, 조식은 모친 변 태후의 만류로 간신히 목숨만은 건졌지만, 그 후 지방으로 쫓겨나 철저한 감시 속에서 다시는 중앙으로 복귀하지 못한 채 몇 번이나 영지를 옮기면서 쓸쓸히 죽었다. 또 다른 동생인 조창도 비슷하게 취급되었는데, 《세설신어》(世說新語)에서는 조비에 의해 독살되었다고 나온다. 조강지처인 견 황후도 질투가 심하다는 핑계를 대고 사사하였다.
조비는 아버지인 조조에게도 패륜적인 행위를 자행했다. 220년, 고향인 초에 가서 관현은 물론 백성들과 함께 날이 저물도록 축제를 벌였는데 이때는 조조가 죽은 바로 그 해로 조조의 삼년상 기간이었다. 당시에도 삼년상을 온전히 지내는 것은 힘들었지만 이러면 행동을 조심하는 것이 자신에게 정치적으로도 유리한 상황이었다. 실제로 원소는 아버지와 어머니의 육년상을 묵묵히 치러내 명성을 얻었다. 그런데도 조비는 고향에서 축제를 벌이며 패륜적 행위를 벌였다. 동진의 역사가인 손성은 이 일에 대해 "임금이 이러니 이로부터 위나라가 오래 가지 못한 것은 당연한 일임을 알 수 있었다"라고 평했다.
다음 해인 221년에는 당시 위나라의 종묘가 있던 업으로 가지 않고 자신이 있던 낙양에서 조조의 제사를 지냈는데 민간의 제사와 같게 치렀다. 조조는 죽을 당시 위왕이었고 조비는 헌제에게 선양을 받아서 후한을 멸망시키고 황제로 즉위하면서 위나라를 건국한 이후에 조조를 태조 무황제로 추증까지 했으니 제왕의 격식에 맞는 제사를 지내야 하는데 평민과 같은 방식으로 제사를 지내 버린 것이다.
《세설신어》에 따르면 조조는 죽을 때 자신의 측실들로 하여금 바느질하며 스스로 먹고살라며 약간의 재물을 주고 귀향시켰는데, 이후 조비가 병에 걸려 어머니인 무선황후 변씨가 조비의 침실로 문병을 하러 갔더니 그 때 조조가 돌려보냈던 조조의 측실들이 돌아와 있었다. 이유를 물어보니 조조가 죽은 직후부터 조비가 그들을 불러 살게 했다는 것이다. 경악한 변씨는 자기 아들이 죽어가는데도 불구하고 "네가 남긴 것은 개나 쥐도 먹지 않을 것이다."라고 말하며 조비가 죽고 난 후에도 무덤에 가서 애도하지 않았다고 한다.
한편 조비는 사냥에 광적으로 집착하였는데, 조조의 상중에도 계속해서 사냥을 나가려 했다. 그러자 부마도위였던 포훈이 조조의 상중에는 사냥을 자제해달라고 수레를 멈추고 표를 올렸는데 조비는 표를 직접 찢어버리고 사냥길을 떠났다. 가는 도중에 조비가 수레를 멈추고 수렵과 음악 중에 무엇이 좋냐고 신하들에게 의견을 물었는데 유엽이 수렵이 좋다고 하자 포훈이 그것을 반박하니 조비는 노여워하면서 사냥을 멈추고 궁으로 돌아와서 포훈을 우중랑장으로 이동시켜 버린다.
220년, 장수교위 대릉이 조비가 사냥하러 가는 것이 마땅하지 않다고 여러 차례 건의하자, 조비는 크게 노하여 대릉에게 사형죄를 내렸다가 이보다 한 단계 낮은 형벌로 경감시켰다. 또 조비가 사냥을 나갔을 때 울타리가 허술해 사슴이 울타리를 넘어 도망치자 분노한 조비가 감독하는 관리들을 전부 잡아들여 죽이려고 했다. 소칙이 조비에게 그들을 죽이지 말라고 간언하자 조비는 앞에서는 소칙을 칭찬했지만 얼마 후 소칙을 타지로 좌천시켜 버리고 소칙은 임지로 가던 길에 사망한다.
황제가 수렵을 좋아한다는 것은 단순히 정사를 돌보지 않는 것을 넘어 백성들에게 심각한 폐를 끼치는 일이었다. 한 번 사냥하러 갈 때마다 수천 명이 동원되는 건 예사라 적지 않은 예산이 소모되었고 사냥터는 대개 도읍 주변의 민가와 논밭을 없애고 만들었기 때문이다. 연산군 같은 대표적인 암군들이 백성들에게 가장 큰 폐를 끼친 것이 바로 이 수렵이었는데 조비 또한 이 수렵을 광적으로 좋아하였다.
조비의 비인간성은 절친한 친구에게도 적용되었다. 조비의 절친한 친구였던 하후상은 조씨 일족의 여자와 결혼했는데, 조씨인 정부인을 놔두고 다른 애첩을 총애하자 조비는 그 애첩의 목을 졸라 죽여버린다. 하후상은 슬픔을 못 이겨 애첩의 무덤을 파 시체를 껴안는 등 우울 증세를 보이다 죽었다. 조비 본인은 조강지처인 견황후에 대한 사랑이 식자 그녀를 내팽개쳐 죽였다는 점에서 그의 이중성을 엿볼 수 있다.
조비의 비인간성은 개국공신에게도 예외는 아니었다. 조조의 공신인 왕충이 기아를 못 이겨 인육을 먹은 적이 있었다. 이를 알고 있던 조비는 광대를 시켜 무덤에서 해골 하나를 도굴한다. 그리고 그걸 왕충의 안장에 매달게 해서 웃음거리로 삼았다.
그뿐만 아니라 개국 공신인 명장 우금이 관우에게 항복했다가 돌아온 후, 조비에게 용서를 구하자 조비는 고사를 인용하며 우금을 거짓으로 용서한다. 그리고 오나라에 사자로 보내면서 가는 중에 조조의 묘에 들러서 참배토록 했는데 그곳에다 미리 관우가 우금을 사로잡는 내용의 벽화를 그려 두었다. 여기서 우금은 비굴하게 항복하는 모습이었고, 이를 본 우금은 울화통이 터져 병을 앓고 죽게 된다. 《자치통감》에서 사마광은 우금은 대군을 이끌고 패배하였지만 살아 돌아왔으니 조비가 우금을 죽이는 것은 문제 되지 않지만, 거짓으로 용서한 후 그림을 그려 우금을 욕보인 조비의 행위는 임금답지 못한 행위라고 논평했다.
또 다른 개국공신인 당숙뻘 조홍(曹洪)에게 조비는 무리하게 재물을 빌리려고 했지만 거절당한 일이 있었다. 이후 조비는 그 때문에 조홍에게 원한을 품고 황제로 즉위한 이후 조홍의 식객이 범한 죄를 이유로 처형하려고 했다. 그러자 조비의 어머니 무선황후는 조비가 견황후를 사사하고 새로 들인 곽황후에게 조홍이 죽으면 너를 폐위시키겠다고 협박했고 곽황후가 조비에게 애걸복걸하여 조홍은 겨우 죽음은 면했지만 면직당하고 관작과 봉토를 깎이었다.
또 포훈의 아버지 포신은 조조의 공신이었는데, 포신의 공을 기려 그의 아들 포훈을 후하게 대우했다. 그러나 포훈은 원래 조비의 첩이었던 곽황후의 동생이 관아의 물건을 도둑질하자 이를 봐달라고 하는 조비의 부탁을 거절하고 공정하게 법을 집행해서 사형시켰다. 포훈이 계속해서 간언하자 이후 조비는 사소한 트집을 잡아 포훈을 잡아들여 죽이려 했다. 법에 따르면 포훈의 죄는 징역이면 충분했고 신하들도 포훈을 살려달라고 공동으로 표를 올렸지만 조비는 자의적으로 법을 위반해서 사형시킨다. 포훈이 죽고 그 집을 가보니 사사로이 모은 재물이 하나도 없었고 사람들은 그 억울한 죽음을 슬퍼했다. 이 밖에도 과거의 원한으로 사소한 트집을 잡아 신하들을 처형한 일이 많다.
또한, 조비는 인재를 보는 안목 역시 매우 좋지 않았는데, 맹달은 촉나라에서 관우의 죽음에 연루되어 위나라로 도피해서 귀순하자 유엽과 사마의의 반대에도 불구하고 얼굴이 잘생겼다는 이유 하나만으로 상용태수에 임명하는 등 매우 극진히 대우했다. 이후 맹달은 자신을 아끼던 조비가 죽자 다시 위나라를 배신하고 촉으로 귀순하려 했지만, 계획이 들통나 사마의에게 죽는다.
또 정의는 못생겼다는 이유 하나만으로 여동생 청하공주와 결혼하지 못하게 막고 자신의 친구인 하후무와 결혼시켰다. 이후 정의를 직접 본 조조는 정의가 뛰어난 능력을 갖춘 것을 보고 정의가 사팔뜨기가 아니라 장님이라도 그와 결혼시켰어야 했다고 한탄했다고 한다. 누구의 편도 아니었던 정의는 이 일로 한을 품고 조식의 편을 들게 되었지만 조비는 왕에 오른 이후 정의 집안의 남자들을 모조리 죽였다. 또 하후무는 이후 첩을 많이 들여 청하공주의 결혼생활 역시 좋지 못했다. 따라서 조비는 사람의 외모로 그 됨됨이를 판단할 정도로 매우 치졸했다.
다만 부친인 조조의 신신당부 덕분이었는지 막내동생 조간에게는 오히려 극진하게 대우했다. 하지만 이는 조간이 너무 어렸기 때문이었으며 조간보다 오히려 조비의 아들인 조예의 나이가 더 많았다. 때문에 조비는 조간에 대해 무략이 뛰어난 조창이나 두뇌가 탁월한 조식과는 달리 자신의 권좌를 위협할 수 있는 인물이 아니라고 판단했기 때문에 조간에게만은 극진히 대우했다.

## 평가
진수는 조비에 대해 "문제는 천부적으로 문학적 소질이 있어서, 붓을 대면 문장이 되었고, 넓은 지식도 갖추고 있었고, 기억력이 탁월해 다방면으로 재능을 갖추었다. 만일 여기에 그의 도량이 약간만 더 크고 공평한 마음 씀씀이에 힘쓰며 도의의 존립에 노력을 기울이고 덕망이 있는 마음을 더욱 넓힐 수 있었다면 어찌 고대의 현군이 멀리 있었겠는가."라고 평했다. 서진이 위나라의 선양을 받아 건국했기 때문에 위나라를 건국한 조비를 직접적으로 비판할 수 없어서 돌려 말했지만, 바로 말하면 "조비가 천부적인 문학적 소질은 갖추었을지 모르지만, 도량도 작고, 마음 씀씀이도 공평하지 않았으며, 도의를 지키는 데 노력을 기울이지 않았고, 덕망도 없었으니, 고대의 현군과는 거리가 멀었다."라는 뜻이 된다. 제왕의 덕목과 별로 상관없는 예술가적 기질은 갖추었지만 정작 제왕이 갖추어야 할 덕목은 전혀 갖추지 못했다는 점에서 송의 휘종과 유사한 면이 있다.

## 기타
- 조비는 당대에 유행하던 알까기와 비슷한 놀이가 있었는데 이 놀이를 프로급으로 잘했다.
- 의서 외대비요에 조비의 어의가 조비의 탈모가 심해져 치료를 시작했다고 기록되어있다. 외대비요에는 그가 처방받은 탈모약의 재료와 정량에 대한 구체적인 내용이 남아있다.

## 가족 관계
- 황후 : 문소황후 견씨
  - 장남 : 명제 조예
  - 장녀 : 동향공주(東鄕公主)
- 황후 : 문덕황후 곽씨
- 후궁 : 귀인 이씨(貴人 李氏)
  - 차남 : 찬애왕 조협
- 후궁 : 귀인 시씨(貴人 柴氏) - 곽황후와 함께 입궁
- 후궁 : 귀인 음씨(貴人 陰氏)
- 후궁 : 귀인 유씨(貴人 劉氏) - 한 헌제의 장녀, 유귀인의 언니
- 후궁 : 귀인 유씨(貴人 劉氏) - 한 헌제의 차녀, 유귀인의 동생
- 후궁 : 부인 이씨(夫人 李氏)
- 후궁 : 숙원 반씨(淑媛 潘氏)
  - 3남 : 북해도왕 조유
- 후궁 : 숙원 주씨(淑媛 朱氏)
  - 4남 : 동무양회왕 조감
- 후궁 : 소의 구씨(昭儀 仇氏)
  - 5남 : 동해정왕 조림
- 후궁 : 서희(徐姬)
  - 6남 : 원성애왕 조례
- 후궁 : 소희(蘇姬)
  - 7남 : 한단회왕 조옹
- 후궁 : 장희(張姬)
  - 8남 : 청하도왕 조공
- 후궁 : 송희(宋姬)
  - 9남 : 광평애왕 조엄
- 후궁 : 손희(孫姬)
- 후궁 : 임씨(任氏) - 조비가 처음으로 맞이한 처첩, 성격이 온순하지 못해 조비와 잦은 불화가 있었음. 견황후가 조비에게 시집온 뒤 출궁됨.
- 후궁 : 설영운(薛靈芸)
- 후궁 : 막경수(莫瓊樹)
- 후궁 : 단교소(段巧笑)
- 후궁 : 진상의(陳尙衣)

## 기년
| 문제        | 원년            | 2년        | 3년        | 4년        | 5년        | 6년        | 7년        |
| ----------- | --------------- | ---------- | ---------- | ---------- | ---------- | ---------- | ---------- |
| 서력 (西曆) | 220년           | 221년      | 222년      | 223년      | 224년      | 225년      | 226년      |
| 간지 (干支) | 경자(庚子)      | 신축(辛丑) | 임인(壬寅) | 계묘(癸卯) | 갑진(甲辰) | 을사(乙巳) | 병오(丙午) |
| 연호 (年號) | 황초(黃初) 원년 | 2년        | 3년        | 4년        | 5년        | 6년        | 7년        |

## 같이 보기
- 삼국지 인물 목록